# خولیو ریکو
خولیو ریکو (انگلیسی: Julio Rico؛ زادهٔ ۱۱ ژوئن ۱۹۸۹) بازیکن فوتبال اهل اسپانیا است.
از باشگاه‌هایی که در آن بازی کرده‌است می‌توان به باشگاه خیمناستیک تاراگونا، باشگاه فوتبال رئال بتیس، و باشگاه فوتبال رئال مادرید سی اشاره کرد.